# Kim Tae-su
Đây là một tên người Triều Tiên, họ là Kim.
Kim Tae-su (tiếng Hàn: 김태수; sinh ngày 25 tháng 8 năm 1981) là một tiền vệ bóng đá Hàn Quốc thi đấu cho FC Anyang.
Anh chuyển từ Chunnam Dragons ngày 28 tháng 1 năm 2009.

## Danh hiệu
Chunnam Dragons
- Cúp KFA

Vô địch (2): 2006, 2007
- Cúp Liên đoàn

Á quân: 2008
Pohang Steelers
- K League Classic

Vô địch: 2013
- Cúp KFA

Vô địch: 2012, 2013
- Cúp Liên đoàn

Vô địch: 2009
- Giải vô địch bóng đá các câu lạc bộ châu Á

Vô địch: 2009

## Thống kê sự nghiệp câu lạc bộ
Tính đến 1 tháng 12 năm 2016
| Thành tích câu lạc bộ | Thành tích câu lạc bộ | Thành tích câu lạc bộ | Giải vô địch | Giải vô địch | Cúp     | Cúp       | Cúp Liên đoàn | Cúp Liên đoàn | Châu lục | Châu lục  | Tổng cộng | Tổng cộng |
| Mùa giải              | Câu lạc bộ            | Giải vô địch          | Số trận      | Bàn thắng    | Số trận | Bàn thắng | Số trận       | Bàn thắng     | Số trận  | Bàn thắng | Số trận   | Bàn thắng |
| Hàn Quốc              | Hàn Quốc              | Hàn Quốc              | Giải vô địch | Giải vô địch | Cúp KFA | Cúp KFA   | Cúp Liên đoàn | Cúp Liên đoàn | Châu Á   | Châu Á    | Tổng cộng | Tổng cộng |
| --------------------- | --------------------- | --------------------- | ------------ | ------------ | ------- | --------- | ------------- | ------------- | -------- | --------- | --------- | --------- |
| 2004                  | Chunnam Dragons       | K League              | 13           | 0            | 1       | 0         | 8             | 0             | —        | —         | 22        | 0         |
| 2005                  | Chunnam Dragons       | K League              | 19           | 1            | 3       | 0         | 9             | 0             | —        | —         | 31        | 1         |
| 2006                  | Chunnam Dragons       | K League              | 21           | 3            | 4       | 1         | 12            | 0             | —        | —         | 37        | 4         |
| 2007                  | Chunnam Dragons       | K League              | 23           | 3            | 5       | 1         | 1             | 0             | 3        | 1         | 32        | 5         |
| 2008                  | Chunnam Dragons       | K League              | 20           | 1            | 1       | 0         | 1             | 0             | 3        | 2         | 25        | 3         |
| 2009                  | Pohang Steelers       | K League              | 22           | 5            | 0       | 0         | 5             | 1             | 15       | 0         | 42        | 6         |
| 2010                  | Pohang Steelers       | K League              | 21           | 0            | 1       | 0         | 2             | 0             | 7        | 1         | 31        | 1         |
| 2011                  | Pohang Steelers       | K League              | 22           | 1            | 2       | 0         | 2             | 1             | —        | —         | 26        | 2         |
| 2012                  | Pohang Steelers       | K League              | 8            | 0            | 1       | 0         | —             | —             | 4        | 1         | 13        | 1         |
| 2013                  | Pohang Steelers       | K League              | 18           | 0            | 4       | 0         | —             | —             | 0        | 0         | 22        | 0         |
| 2014                  | Pohang Steelers       | K League              | 28           | 0            | 1       | 0         | —             | —             | 9        | 3         | 38        | 3         |
| 2015                  | Pohang Steelers       | K League              | 26           | 1            | 2       | 0         | —             | —             | —        | —         | 28        | 1         |
| 2016                  | Incheon United        | K League              | 23           | 1            | 1       | 0         | —             | —             | —        | —         | 24        | 1         |
| Tổng cộng sự nghiệp   | Tổng cộng sự nghiệp   | Tổng cộng sự nghiệp   | 264          | 16           | 26      | 2         | 40            | 2             | 41       | 8         | 371       | 28        |